# شهر سوخته (فیلم)
شهر سوخته (اسپانیایی: La ciutat cremada‎) یک فیلم درام اسپانیایی است که در سال ۱۹۷۶ منتشر شد.

## بازیگران
- آنخلا مولینا
- شابی‌یر الوریاگا
- خوزه لوئیس لوپس باسکس
- ژوان مانوئل سرات
- پتی شپرد
- آدولفو مارسیاک
- اویدی مونیور
- نوریا اسپرت
- ترزا ژیمپرا
- ویکتور اسرائیل
- مارتا فلورس